# إدوارد عازار
ادوارد عازار (1938 -1991) أستاذ علوم سياسية من مواليدلبنان، درس العلاقات الدولية بجامعة ستانفورد التي حصل منها على شهادة الدكتوراة، وعمل بالتدريس بجامعة نورث كارولاينا وجامعة ولاية ميشيغان وجامعة ولاية سان فرانسيسكو. طور عازار نظرية الصراع الاجتماعي الممتد والتي تعد أحد أهم نظريات الصراع في مبحث العلاقات الدولية. تراس عازار مركز التنمية الدولية وإدارة النزاعات (Centre for International Development and Conflict Management) بجامعة ميريلاند من العام 1981 للعام 1990. 
توفي عازار في العام 1991 عن عمر يناهز الـ 53 اثر اصابته بمرض السرطان.